# アンソニー・マクヘンリー
アンソニー・マクヘンリー（Anthony McHenry）ことアンソニー・デュアン・マクヘンリー（Anthony Duane McHenry、1983年4月16日 - ）は、アメリカ合衆国アラバマ州出身のプロバスケットボール選手、指導者である。B.LEAGUE 琉球ゴールデンキングスのアシスタントコーチを務める。

## 来歴
2005年、ジョージア工科大学卒業後、イギリス男子プロバスケットボールリーグBBLのレスター・ライダーズに一年間所属した後、NBADLのフォートワース・フライヤーズに一年間所属。
2007‐2008年は母校のジョージア工科大学でGraduate assistant制度で、大学の職員をしていた。
2008年、bjリーグの琉球ゴールデンキングスと契約。入団初年度の2008-09シーズンにチーム初のリーグ制覇に貢献。2010-11シーズンは初めてベスト5に選出される。2011-12シーズンに2度目のリーグ制覇を達成し、自身はファイナルMVPを獲得。2012-13シーズンはレギュラーシーズンMVPと2度目のベスト5を受賞。2013-14シーズンは3度目のベスト5受賞とリーグ制覇を果たした。bjリーグ最終年dの2015-16シーズンもリーグ制覇を達成。Bリーグ発足初年度の2016-17シーズンも引き続き琉球に所属。
2017-18シーズンは信州ブレイブウォリアーズに移籍。
2018-19シーズンにB2優勝。2019-20シーズンにB2中地区優勝（新型コロナウイルス感染拡大の影響によりプレイオフは中止）と次シーズンのB1昇格に貢献した。2023年7月19日に現役引退を表明した。
2023年8月7日に古巣・琉球のアシスタントコーチに就任し、さらに現役時代の背番号「5」がクラブの永久欠番に登録されたことが発表された。

## 記録
| シーズン         | チーム | GP | GS | MPG  | FG%  | 3P%  | FT%  | RPG | APG | SPG | BPG | TO  | PPG  |
| ---------------- | ------ | -- | -- | ---- | ---- | ---- | ---- | --- | --- | --- | --- | --- | ---- |
| bjリーグ 2008-09 | 琉球   | 49 | 49 | 36.3 | .450 | .336 | .562 | 8.3 | 4.7 | 1.5 | 1.7 | 3.0 | 15.5 |
| bjリーグ 2009-10 | 琉球   | 49 | 49 | 36.0 | .416 | .245 | .560 | 6.7 | 5.0 | 1.5 | 1.4 | 2.6 | 12.4 |
| bjリーグ 2010-11 | 琉球   | 50 | 45 | 26.1 | .480 | .361 | .721 | 6.4 | 3.1 | 1.3 | 1.0 | 2.0 | 11.1 |
| bjリーグ 2011-12 | 琉球   | 52 | 51 | 30.1 | .465 | .362 | .706 | 7.3 | 2.8 | 0.9 | 1.2 | 2.1 | 11.9 |
| bjリーグ 2012-13 | 琉球   | 50 | 50 | 32.4 | .534 | .374 | .760 | 9.7 | 3.1 | 2.0 | 1.1 | 1.9 | 16.1 |
| bjリーグ 2013-14 | 琉球   | 48 | 47 | 29.4 | .486 | .302 | .641 | 7.4 | 3.2 | 1.7 | 1.3 | 1.9 | 13.3 |
| bjリーグ 2014-15 | 琉球   | 51 |    | 29.5 | .478 | .344 | .766 | 7.4 | 3.3 | 1.3 | 1.0 | 2.1 | 12.4 |
| bjリーグ 2015-16 | 琉球   | 50 |    | 29.1 | .548 | .318 | .661 | 8.7 | 3.6 | 1.3 | 1.4 | 2.0 | 10.3 |
| B1 2016-17       | 琉球   |    |    |      |      |      |      |     |     |     |     |     |      |
| B2 2017-18       | 信州   |    |    |      |      |      |      |     |     |     |     |     |      |